# YBC 7289

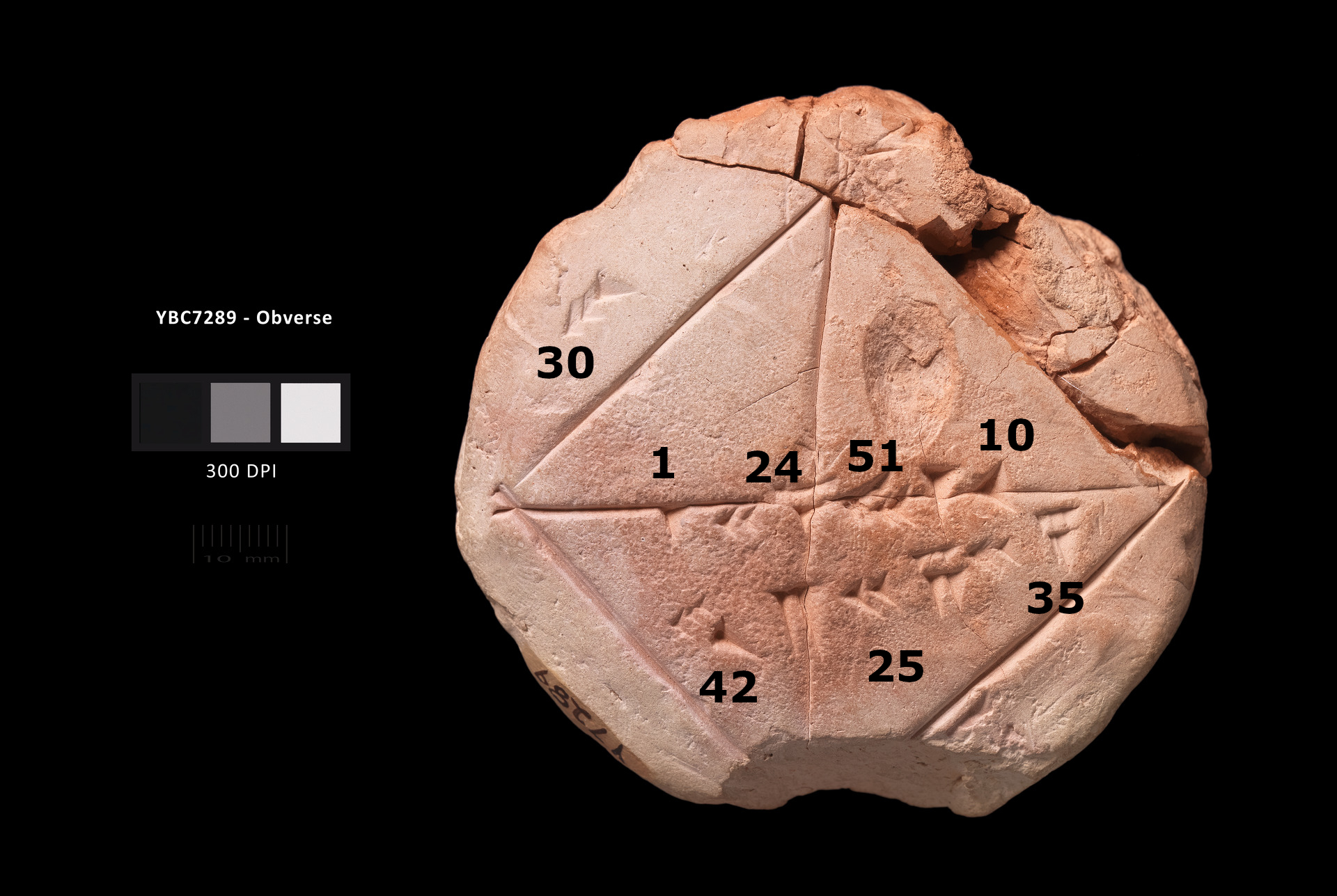
YBC 7289

YBC 7289 – gliniana tabliczka babilońska słynna z tego, że z dużą dokładnością określa przybliżenie pierwiastka kwadratowego z 2 zapisanego w systemie sześćdziesiątkowym, który jest długością przekątnej kwadratu jednostkowego. Precyzja zapisu tej liczby jest równoważna zapisowi dziesiętnemu z 6 cyframi znaczącymi. Tabliczka jest przypuszczalnie dziełem ucznia z południowej Mezopotamii z czasów między 1800–1600 p.n.e. Znajduje się ona w zbiorach Yale Babylonian Collection dzięki darowiźnie J.P. Morgana.

## Opis

Schemat treści tabliczki YBC 7289

Tabliczka przedstawia kwadrat z dwiema przekątnymi oraz trzy liczby
| Zapis babiloński         | Dziesiętne wartości cyfr | Pozycja na tabliczce  |
| ------------------------ | ------------------------ | --------------------- |
| 30                       | 30                       | bok kwadratu          |
| 1 · 20 · 4 · 50 · 1 · 10 | 1 24 51 10               | przekątna kwadratu    |
| 40 · 2 · 20 · 5 · 30 · 5 | 42 25 35                 | pod tą samą przekątną |

Odwrotna strona jest częściowo wytarta. Prawdopodobnie zawiera ona podobny problem rozważający prostokąt, którego dwa boki i przekątna są w stosunku 3:4:5
Średnica tabliczki to około 8 cm .

## Historia
Dokładne pochodzenie tabliczki YBC 7289 nie jest znane. Jej kształt i styl zapisu mogą wskazywać, że powstała na terenach południowej Mezopotamii (obecnie Irak) w latach między 1800–1600 p.n.e.  lub nawet 1900 p.n.e.
Od 1909 tabliczka znajduje się w zasobach uniwersytetu Yale dzięki darowiźnie J.P. Morgana, który przekazał tam swoją kolekcję tabliczek babilońskich, co dało początek Yale Babylonian Collection .
Dzięki współpracy instytutów w Yale, jednego odpowiedzialnego za zachowanie dziedzictwa kulturowego i drugiego od innowacyjnych projektów, powstał cyfrowy model tabliczki odpowiedni do drukowania przestrzennego  .

## Interpretacja
Niewielki zaokrąglony kształt tabliczki i duże napisy na niej sugerują, że była to „tabliczka podręczna”, typowa do domowych ćwiczeń, używana przez ucznia, który trzyma ją w dłoni.
Liczby zapisane są systemie sześćdziesiątkowym a ich wartości można wyznaczyć w następujący sposób:
{\displaystyle \mathbf {1} +{\frac {\mathbf {24} }{60}}+{\frac {\mathbf {51} }{60^{2}}}+{\frac {\mathbf {10} }{60^{3}}}={\frac {305470}{216000}}\approx 1{,}41421296}
{\displaystyle \mathbf {42} +{\frac {\mathbf {25} }{60}}+{\frac {\mathbf {35} }{60^{2}}}={\frac {152735}{3600}}\approx 42{,}4263889}
Trzy liczby z tabliczki łączy relacja {\displaystyle 30\times 1{,}41421296\approx 42{,}4263889}.
Znaczenie matematyczne tej tabliczki zauważyli Otto E. Neugebauer i Abraham Sachs w 1945 . Na tabliczce znajduje się najstarsze znane przybliżenie liczby {\displaystyle {\sqrt {2}}}, a rysunek kwadratu i przekątnych dowodzi, że Babilończycy znali twierdzenie Pitagorasa. Tabliczka ta „przedstawia największą znaną i kiedykolwiek uzyskaną dokładność obliczeniową świata starożytnego”, równoważną sześciu dziesiętnym cyfrom znaczącym . Wysoka dokładność numeryczna na tabliczce YBC 7289 uświadamia, że są to wyniki jakiejś ogólnej metody ich obliczania, niż jedynie szacowania.
Takie samo przybliżenie {\displaystyle {\sqrt {2}},} używając liczb 1, 24, 51 i 10 zastosował dużo później grecki matematyk Klaudiusz Ptolemeusz w swoim dziele Almagest. Ptolemeusz nie wyjaśnia, skąd to przybliżenie pochodzi, więc zakłada się, że było ono wówczas dobrze znane.
Z uwagi na znaczenie liczb odwrotnych w matematyce babilońskiej, istnieje alternatywna interpretacja liczby 30 jako „0 30”, czyli ułamka {\displaystyle 1/2,} a stąd „0 42 25 35” to {\displaystyle 1/{\sqrt {2}}\approx 0{,}7071064817.} Zatem na tabliczce może znajdować się para liczb odwrotnych wraz z ich geometryczną interpretacją.